# مگس‌های چشم‌تراشیده
مگس‌های چشم‌تراشیده (نام علمی: Acartophthalmidae) نام یک خانواده از فروراسته مگس‌خانگی‌ریختان است.